# Incontri ufficiali della nazionale maschile di calcio della Georgia
Questa è la Cronologia completa delle partite ufficiali della nazionale di calcio della Georgia dal 1990 ad oggi.
Elenco aggiornato al 14 novembre 2020.

## RSS Georgiana (Unione Sovietica)
| Cronologia completa delle presenze e delle reti in nazionale ― RSS Georgiana | Cronologia completa delle presenze e delle reti in nazionale ― RSS Georgiana | Cronologia completa delle presenze e delle reti in nazionale ― RSS Georgiana | Cronologia completa delle presenze e delle reti in nazionale ― RSS Georgiana | Cronologia completa delle presenze e delle reti in nazionale ― RSS Georgiana | Cronologia completa delle presenze e delle reti in nazionale ― RSS Georgiana | Cronologia completa delle presenze e delle reti in nazionale ― RSS Georgiana | Cronologia completa delle presenze e delle reti in nazionale ― RSS Georgiana |
| Data                                                                         | Città                                                                        | In casa                                                                      | Risultato                                                                    | Ospiti                                                                       | Competizione                                                                 | Reti                                                                         | Note                                                                         |
| ---------------------------------------------------------------------------- | ---------------------------------------------------------------------------- | ---------------------------------------------------------------------------- | ---------------------------------------------------------------------------- | ---------------------------------------------------------------------------- | ---------------------------------------------------------------------------- | ---------------------------------------------------------------------------- | ---------------------------------------------------------------------------- |
| 27-5-1990                                                                    | Tbilisi                                                                      | RSS Georgiana                                                                | 2 – 2                                                                        | Lituania                                                                     | Amichevole                                                                   | Gia Guruli Kakhaber Kacharava                                                |                                                                              |
| Totale                                                                       |                                                                              | Presenze                                                                     | 1                                                                            |                                                                              | Reti                                                                         |                                                                              |                                                                              |

## Georgia
| Cronologia completa delle presenze e delle reti in nazionale ― Georgia | Cronologia completa delle presenze e delle reti in nazionale ― Georgia | Cronologia completa delle presenze e delle reti in nazionale ― Georgia | Cronologia completa delle presenze e delle reti in nazionale ― Georgia | Cronologia completa delle presenze e delle reti in nazionale ― Georgia | Cronologia completa delle presenze e delle reti in nazionale ― Georgia | Cronologia completa delle presenze e delle reti in nazionale ― Georgia                      | Cronologia completa delle presenze e delle reti in nazionale ― Georgia |
| Data                                                                   | Città                                                                  | In casa                                                                | Risultato                                                              | Ospiti                                                                 | Competizione                                                           | Reti                                                                                        | Note                                                                   |
| ---------------------------------------------------------------------- | ---------------------------------------------------------------------- | ---------------------------------------------------------------------- | ---------------------------------------------------------------------- | ---------------------------------------------------------------------- | ---------------------------------------------------------------------- | ------------------------------------------------------------------------------------------- | ---------------------------------------------------------------------- |
| 2-7-1991                                                               | Chișinău                                                               | Moldavia                                                               | 2 – 4                                                                  | Georgia                                                                | Amichevole                                                             | Temur Ketsbaia Giorgi Daraselia Mikheil Jishkariani Mikheil Q'avelashvili                   |                                                                        |
| 2-9-1992                                                               | Kaunas                                                                 | Lituania                                                               | 1 – 0                                                                  | Georgia                                                                | Amichevole                                                             | -                                                                                           |                                                                        |
| 17-9-1992                                                              | Gurjaani                                                               | Georgia                                                                | 6 – 3                                                                  | Azerbaigian                                                            | Amichevole                                                             | Davit Kizilashvili Giorgi Daraselia Shota Arveladze Kakhaber Gogichaishvili Gia Jishkariani |                                                                        |
| 22-12-1992                                                             | Limassol                                                               | Cipro                                                                  | 1 – 0                                                                  | Georgia                                                                | Amichevole                                                             | -                                                                                           |                                                                        |
| 25-5-1993                                                              | Gäncä                                                                  | Azerbaigian                                                            | 1 – 0                                                                  | Georgia                                                                | Amichevole                                                             | -                                                                                           |                                                                        |
| 8-2-1994                                                               | Attard                                                                 | Georgia                                                                | 0 – 1                                                                  | Slovenia                                                               | Malta Tournament 1994                                                  | -                                                                                           |                                                                        |
| 10-2-1994                                                              | Attard                                                                 | Malta                                                                  | 0 – 1                                                                  | Georgia                                                                | Malta Tournament 1994                                                  | -                                                                                           |                                                                        |
| 12-2-1994                                                              | Attard                                                                 | Tunisia                                                                | 0 – 2                                                                  | Georgia                                                                | Malta Tournament 1994                                                  | -                                                                                           |                                                                        |
| 23-2-1994                                                              | Ashdod                                                                 | Israele                                                                | 2 – 0                                                                  | Georgia                                                                | Amichevole                                                             | -                                                                                           |                                                                        |
| 11-6-1994                                                              | Ibadan                                                                 | Nigeria                                                                | 5 – 1                                                                  | Georgia                                                                | Amichevole                                                             | -                                                                                           |                                                                        |
| 26-6-1994                                                              | Riga                                                                   | Lettonia                                                               | 1 – 3                                                                  | Georgia                                                                | Amichevole                                                             | -                                                                                           |                                                                        |
| 19-7-1994                                                              | Tbilisi                                                                | Georgia                                                                | 1 – 1                                                                  | Malta                                                                  | Amichevole                                                             | -                                                                                           |                                                                        |
| 7-9-1994                                                               | Tbilisi                                                                | Georgia                                                                | 0 – 1                                                                  | Moldavia                                                               | Qual. Euro 1996                                                        | -                                                                                           |                                                                        |
| 12-10-1994                                                             | Sofia                                                                  | Bulgaria                                                               | 2 – 0                                                                  | Georgia                                                                | Qual. Euro 1996                                                        | -                                                                                           |                                                                        |
| 16-11-1994                                                             | Tbilisi                                                                | Georgia                                                                | 5 – 0                                                                  | Galles                                                                 | Qual. Euro 1996                                                        | -                                                                                           |                                                                        |
| 14-12-1994                                                             | Tirana                                                                 | Albania                                                                | 0 – 1                                                                  | Georgia                                                                | Qual. Euro 1996                                                        | -                                                                                           |                                                                        |
| 29-3-1995                                                              | Tbilisi                                                                | Georgia                                                                | 0 – 2                                                                  | Germania                                                               | Qual. Euro 1996                                                        | -                                                                                           |                                                                        |
| 26-4-1995                                                              | Tbilisi                                                                | Georgia                                                                | 2 – 0                                                                  | Albania                                                                | Qual. Euro 1996                                                        | -                                                                                           |                                                                        |
| 7-6-1995                                                               | Cardiff                                                                | Galles                                                                 | 0 – 1                                                                  | Georgia                                                                | Qual. Euro 1996                                                        | -                                                                                           |                                                                        |
| 6-9-1995                                                               | Norimberga                                                             | Germania                                                               | 4 – 1                                                                  | Georgia                                                                | Qual. Euro 1996                                                        | -                                                                                           |                                                                        |
| 11-10-1995                                                             | Tbilisi                                                                | Georgia                                                                | 2 – 1                                                                  | Bulgaria                                                               | Qual. Euro 1996                                                        | -                                                                                           |                                                                        |
| 15-11-1995                                                             | Chișinău                                                               | Moldavia                                                               | 3 – 2                                                                  | Georgia                                                                | Qual. Euro 1996                                                        | -                                                                                           |                                                                        |
| 27-3-1996                                                              | Limassol                                                               | Cipro                                                                  | 0 – 2                                                                  | Georgia                                                                | Amichevole                                                             | -                                                                                           |                                                                        |
| 24-4-1996                                                              | Bucarest                                                               | Romania                                                                | 5 – 0                                                                  | Georgia                                                                | Amichevole                                                             | -                                                                                           |                                                                        |
| 8-5-1996                                                               | Giannina                                                               | Grecia                                                                 | 2 – 1                                                                  | Georgia                                                                | Amichevole                                                             | -                                                                                           |                                                                        |
| 1-9-1996                                                               | Oslo                                                                   | Norvegia                                                               | 1 – 0                                                                  | Georgia                                                                | Amichevole                                                             | -                                                                                           |                                                                        |
| 9-10-1996                                                              | Perugia                                                                | Italia                                                                 | 1 – 0                                                                  | Georgia                                                                | Qual. Mondiali 1998                                                    | -                                                                                           |                                                                        |
| 9-11-1996                                                              | Tbilisi                                                                | Georgia                                                                | 0 – 2                                                                  | Inghilterra                                                            | Qual. Mondiali 1998                                                    | -                                                                                           |                                                                        |
| 5-12-1996                                                              | Beirut                                                                 | Libano                                                                 | 4 – 2                                                                  | Georgia                                                                | Amichevole                                                             | -                                                                                           |                                                                        |
| 8-12-1996                                                              | Beirut                                                                 | Libano                                                                 | 3 – 2                                                                  | Georgia                                                                | Amichevole                                                             | -                                                                                           |                                                                        |
| 30-3-1997                                                              | Tbilisi                                                                | Georgia                                                                | 7 – 0                                                                  | Armenia                                                                | Amichevole                                                             | -                                                                                           |                                                                        |
| 30-4-1997                                                              | Londra                                                                 | Inghilterra                                                            | 2 – 0                                                                  | Georgia                                                                | Qual. Mondiali 1998                                                    | -                                                                                           |                                                                        |
| 7-6-1997                                                               | Batumi                                                                 | Georgia                                                                | 2 – 0                                                                  | Moldavia                                                               | Qual. Mondiali 1998                                                    | -                                                                                           |                                                                        |
| 14-6-1997                                                              | Katowice                                                               | Polonia                                                                | 4 – 1                                                                  | Georgia                                                                | Qual. Mondiali 1998                                                    | -                                                                                           |                                                                        |
| 10-9-1997                                                              | Tbilisi                                                                | Georgia                                                                | 0 – 0                                                                  | Italia                                                                 | Qual. Mondiali 1998                                                    | -                                                                                           |                                                                        |
| 24-9-1997                                                              | Chișinău                                                               | Moldavia                                                               | 0 – 1                                                                  | Georgia                                                                | Qual. Mondiali 1998                                                    | -                                                                                           |                                                                        |
| 11-10-1997                                                             | Tbilisi                                                                | Georgia                                                                | 3 – 0                                                                  | Polonia                                                                | Qual. Mondiali 1998                                                    | -                                                                                           |                                                                        |
| 6-2-1998                                                               | Attard                                                                 | Georgia                                                                | 2 – 1                                                                  | Lettonia                                                               | Malta Tournament 1998                                                  | -                                                                                           |                                                                        |
| 8-2-1998                                                               | Attard                                                                 | Albania                                                                | 0 – 3                                                                  | Georgia                                                                | Malta Tournament 1998                                                  | -                                                                                           |                                                                        |
| 10-2-1998                                                              | Attard                                                                 | Malta                                                                  | 1 – 3                                                                  | Georgia                                                                | Malta Tournament 1998                                                  | -                                                                                           |                                                                        |
| 2-5-1998                                                               | Susa                                                                   | Tunisia                                                                | 1 – 1                                                                  | Georgia                                                                | Amichevole                                                             | -                                                                                           |                                                                        |
| 30-5-1998                                                              | Tbilisi                                                                | Georgia                                                                | 1 – 1                                                                  | Russia                                                                 | Amichevole                                                             | -                                                                                           |                                                                        |
| 12-8-1998                                                              | Gäncä                                                                  | Azerbaigian                                                            | 1 – 0                                                                  | Georgia                                                                | Amichevole                                                             | -                                                                                           |                                                                        |
| 19-8-1998                                                              | Kiev                                                                   | Ucraina                                                                | 4 – 0                                                                  | Georgia                                                                | Amichevole                                                             | -                                                                                           |                                                                        |
| 5-9-1998                                                               | Tbilisi                                                                | Georgia                                                                | 1 – 0                                                                  | Albania                                                                | Qual. Euro 2000                                                        | -                                                                                           |                                                                        |
| 10-10-1998                                                             | Riga                                                                   | Lettonia                                                               | 1 – 0                                                                  | Georgia                                                                | Qual. Euro 2000                                                        | -                                                                                           |                                                                        |
| 14-10-1998                                                             | Amarousio                                                              | Grecia                                                                 | 3 – 0                                                                  | Georgia                                                                | Qual. Euro 2000                                                        | -                                                                                           |                                                                        |
| 18-11-1998                                                             | Tbilisi                                                                | Georgia                                                                | 3 – 1                                                                  | Estonia                                                                | Amichevole                                                             | -                                                                                           |                                                                        |
| 20-3-1999                                                              | Tbilisi                                                                | Georgia                                                                | 0 – 1                                                                  | Ucraina                                                                | Amichevole                                                             | -                                                                                           |                                                                        |
| 27-3-1999                                                              | Tbilisi                                                                | Georgia                                                                | 1 – 1                                                                  | Slovenia                                                               | Qual. Euro 2000                                                        | -                                                                                           |                                                                        |
| 28-4-1999                                                              | Tbilisi                                                                | Georgia                                                                | 1 – 4                                                                  | Norvegia                                                               | Qual. Euro 2000                                                        | -                                                                                           |                                                                        |
| 30-5-1999                                                              | Oslo                                                                   | Norvegia                                                               | 1 – 0                                                                  | Georgia                                                                | Qual. Euro 2000                                                        | -                                                                                           |                                                                        |
| 5-6-1999                                                               | Tbilisi                                                                | Georgia                                                                | 1 – 2                                                                  | Grecia                                                                 | Qual. Euro 2000                                                        | -                                                                                           |                                                                        |
| 4-9-1999                                                               | Lubiana                                                                | Slovenia                                                               | 2 – 1                                                                  | Georgia                                                                | Qual. Euro 2000                                                        | -                                                                                           |                                                                        |
| 8-9-1999                                                               | Tbilisi                                                                | Georgia                                                                | 2 – 2                                                                  | Lettonia                                                               | Qual. Euro 2000                                                        | -                                                                                           |                                                                        |
| 9-10-1999                                                              | Tirana                                                                 | Albania                                                                | 2 – 1                                                                  | Georgia                                                                | Qual. Euro 2000                                                        | -                                                                                           |                                                                        |
| 2-2-2000                                                               | Larnaca                                                                | Georgia                                                                | 2 – 0                                                                  | Slovacchia                                                             | Cyprous Tournament 2000                                                | -                                                                                           |                                                                        |
| 4-2-2000                                                               | Larnaca                                                                | Georgia                                                                | 1 – 1 dts (2 – 4 dtr)                                                  | Romania                                                                | Cyprous Tournament 2000                                                | -                                                                                           |                                                                        |
| 6-2-2000                                                               | Limassol                                                               | Armenia                                                                | 1 – 2                                                                  | Georgia                                                                | Cyprous Tournament 2000                                                | -                                                                                           |                                                                        |
| 29-3-2000                                                              | Ascalona                                                               | Israele                                                                | 1 – 1                                                                  | Georgia                                                                | Amichevole                                                             | -                                                                                           |                                                                        |
| 26-4-2000                                                              | Erevan                                                                 | Armenia                                                                | 0 – 0                                                                  | Georgia                                                                | Amichevole                                                             | -                                                                                           |                                                                        |
| 4-6-2000                                                               | Baku                                                                   | Azerbaigian                                                            | 0 – 0                                                                  | Georgia                                                                | Amichevole                                                             | -                                                                                           |                                                                        |
| 11-6-2000                                                              | Tallinn                                                                | Estonia                                                                | 1 – 0                                                                  | Georgia                                                                | Amichevole                                                             | -                                                                                           |                                                                        |
| 16-8-2000                                                              | Teheran                                                                | Iran                                                                   | 2 – 1                                                                  | Georgia                                                                | Amichevole                                                             | -                                                                                           |                                                                        |
| 7-10-2000                                                              | Kaunas                                                                 | Lituania                                                               | 0 – 4                                                                  | Georgia                                                                | Qual. Mondiali 2002                                                    | -                                                                                           |                                                                        |
| 11-10-2000                                                             | Ancona                                                                 | Italia                                                                 | 2 – 0                                                                  | Georgia                                                                | Qual. Mondiali 2002                                                    | -                                                                                           |                                                                        |
| 14-2-2001                                                              | Tbilisi                                                                | Georgia                                                                | 0 – 0                                                                  | Ucraina                                                                | Amichevole                                                             | -                                                                                           |                                                                        |
| 28-3-2001                                                              | Tbilisi                                                                | Georgia                                                                | 0 – 2                                                                  | Romania                                                                | Qual. Mondiali 2002                                                    | -                                                                                           |                                                                        |
| 24-4-2001                                                              | Tbilisi                                                                | Georgia                                                                | 3 – 2                                                                  | Israele                                                                | Amichevole                                                             | -                                                                                           |                                                                        |
| 9-5-2001                                                               | Kutaisi                                                                | Georgia                                                                | 1 – 0                                                                  | Azerbaigian                                                            | Amichevole                                                             | -                                                                                           |                                                                        |
| 2-6-2001                                                               | Tbilisi                                                                | Georgia                                                                | 1 – 2                                                                  | Italia                                                                 | Qual. Mondiali 2002                                                    | -                                                                                           |                                                                        |
| 6-6-2001                                                               | Budapest                                                               | Ungheria                                                               | 4 – 1                                                                  | Georgia                                                                | Qual. Mondiali 2002                                                    | -                                                                                           |                                                                        |
| 15-8-2001                                                              | Mondercange                                                            | Lussemburgo                                                            | 0 – 3                                                                  | Georgia                                                                | Amichevole                                                             | -                                                                                           |                                                                        |
| 1-9-2001                                                               | Tbilisi                                                                | Georgia                                                                | 3 – 1                                                                  | Ungheria                                                               | Qual. Mondiali 2002                                                    | -                                                                                           |                                                                        |
| 5-9-2001                                                               | Tbilisi                                                                | Georgia                                                                | 2 – 0                                                                  | Lituania                                                               | Qual. Mondiali 2002                                                    | -                                                                                           |                                                                        |
| 6-10-2001                                                              | Bucarest                                                               | Romania                                                                | 1 – 1                                                                  | Georgia                                                                | Qual. Mondiali 2002                                                    | -                                                                                           |                                                                        |
| 27-3-2002                                                              | Tbilisi                                                                | Georgia                                                                | 4 – 1                                                                  | Sudafrica                                                              | Amichevole                                                             | -                                                                                           |                                                                        |
| 17-4-2002                                                              | Kiev                                                                   | Ucraina                                                                | 2 – 1                                                                  | Georgia                                                                | Amichevole                                                             | -                                                                                           |                                                                        |
| 21-8-2002                                                              | Trebisonda                                                             | Turchia                                                                | 3 – 0                                                                  | Georgia                                                                | Amichevole                                                             | -                                                                                           |                                                                        |
| 8-9-2002                                                               | Basilea                                                                | Svizzera                                                               | 4 – 1                                                                  | Georgia                                                                | Qual. Euro 2004                                                        | -                                                                                           |                                                                        |
| 12-2-2003                                                              | Tbilisi                                                                | Georgia                                                                | 2 – 2                                                                  | Moldavia                                                               | Amichevole                                                             | -                                                                                           |                                                                        |
| 29-3-2003                                                              | Tbilisi                                                                | Georgia                                                                | 1 – 2                                                                  | Irlanda                                                                | Qual. Euro 2004                                                        | -                                                                                           |                                                                        |
| 2-4-2003                                                               | Tbilisi                                                                | Georgia                                                                | 0 – 0                                                                  | Svizzera                                                               | Qual. Euro 2004                                                        | -                                                                                           |                                                                        |
| 30-4-2003                                                              | Tbilisi                                                                | Georgia                                                                | 1 – 0                                                                  | Russia                                                                 | Qual. Euro 2004                                                        | -                                                                                           |                                                                        |
| 11-6-2003                                                              | Dublino                                                                | Irlanda                                                                | 2 – 0                                                                  | Georgia                                                                | Qual. Euro 2004                                                        | -                                                                                           |                                                                        |
| 6-9-2003                                                               | Tbilisi                                                                | Georgia                                                                | 3 – 0                                                                  | Albania                                                                | Qual. Euro 2004                                                        | -                                                                                           |                                                                        |
| 10-9-2003                                                              | Tirana                                                                 | Albania                                                                | 3 – 1                                                                  | Georgia                                                                | Qual. Euro 2004                                                        | -                                                                                           |                                                                        |
| 11-10-2003                                                             | Mosca                                                                  | Russia                                                                 | 3 – 1                                                                  | Georgia                                                                | Qual. Euro 2004                                                        | -                                                                                           |                                                                        |
| 18-2-2004                                                              | Larnaca                                                                | Georgia                                                                | 0 – 3                                                                  | Romania                                                                | Cyprous Tournament 2004                                                | -                                                                                           |                                                                        |
| 19-2-2004                                                              | Nicosia                                                                | Cipro                                                                  | 3 – 1                                                                  | Georgia                                                                | Cyprous Tournament 2004                                                | -                                                                                           |                                                                        |
| 21-2-2004                                                              | Nicosia                                                                | Armenia                                                                | 2 – 0                                                                  | Georgia                                                                | Cyprous Tournament 2004                                                | -                                                                                           |                                                                        |
| 27-5-2004                                                              | Tbilisi                                                                | Georgia                                                                | 0 – 1                                                                  | Israele                                                                | Amichevole                                                             | -                                                                                           |                                                                        |
| 18-8-2004                                                              | Tiraspol                                                               | Moldavia                                                               | 1 – 0                                                                  | Georgia                                                                | Amichevole                                                             | -                                                                                           |                                                                        |
| 4-9-2004                                                               | Trebisonda                                                             | Turchia                                                                | 1 – 1                                                                  | Georgia                                                                | Qual. Mondiali 2006                                                    | -                                                                                           |                                                                        |
| 8-9-2004                                                               | Tbilisi                                                                | Georgia                                                                | 2 – 0                                                                  | Albania                                                                | Qual. Mondiali 2006                                                    | -                                                                                           |                                                                        |
| 13-10-2004                                                             | Leopoli                                                                | Ucraina                                                                | 2 – 0                                                                  | Georgia                                                                | Qual. Mondiali 2006                                                    | -                                                                                           |                                                                        |
| 17-11-2004                                                             | Tbilisi                                                                | Georgia                                                                | 2 – 2                                                                  | Danimarca                                                              | Qual. Mondiali 2006                                                    | -                                                                                           |                                                                        |
| 9-2-2005                                                               | Tbilisi                                                                | Georgia                                                                | 1 – 0                                                                  | Lituania                                                               | Amichevole                                                             | -                                                                                           |                                                                        |
| 26-3-2005                                                              | Tbilisi                                                                | Georgia                                                                | 1 – 3                                                                  | Grecia                                                                 | Qual. Mondiali 2006                                                    | -                                                                                           |                                                                        |
| 30-3-2005                                                              | Tbilisi                                                                | Georgia                                                                | 2 – 5                                                                  | Turchia                                                                | Qual. Mondiali 2006                                                    | -                                                                                           |                                                                        |
| 4-6-2005                                                               | Tirana                                                                 | Albania                                                                | 3 – 2                                                                  | Georgia                                                                | Qual. Mondiali 2006                                                    | -                                                                                           |                                                                        |
| 17-8-2005                                                              | Almaty                                                                 | Kazakistan                                                             | 1 – 2                                                                  | Georgia                                                                | Qual. Mondiali 2006                                                    | -                                                                                           |                                                                        |
| 3-9-2005                                                               | Tbilisi                                                                | Georgia                                                                | 1 – 1                                                                  | Ucraina                                                                | Qual. Mondiali 2006                                                    | -                                                                                           |                                                                        |
| 7-9-2005                                                               | Copenaghen                                                             | Danimarca                                                              | 6 – 1                                                                  | Georgia                                                                | Qual. Mondiali 2006                                                    | -                                                                                           |                                                                        |
| 8-10-2005                                                              | Tbilisi                                                                | Georgia                                                                | 0 – 0                                                                  | Kazakistan                                                             | Qual. Mondiali 2006                                                    | -                                                                                           |                                                                        |
| 12-10-2005                                                             | Il Pireo                                                               | Grecia                                                                 | 1 – 0                                                                  | Georgia                                                                | Qual. Mondiali 2006                                                    | -                                                                                           |                                                                        |
| 12-11-2005                                                             | Sofia                                                                  | Bulgaria                                                               | 6 – 2                                                                  | Georgia                                                                | Amichevole                                                             | -                                                                                           |                                                                        |
| 16-11-2005                                                             | Tbilisi                                                                | Georgia                                                                | 3 – 2                                                                  | Giordania                                                              | Amichevole                                                             | -                                                                                           |                                                                        |
| 1-3-2006                                                               | Attard                                                                 | Malta                                                                  | 0 – 2                                                                  | Georgia                                                                | Malta Tournament 2006                                                  | -                                                                                           |                                                                        |
| 22-3-2006                                                              | Tirana                                                                 | Albania                                                                | 0 – 0                                                                  | Georgia                                                                | Amichevole                                                             | -                                                                                           |                                                                        |
| 27-5-2006                                                              | Altenkirchen                                                           | Nuova Zelanda                                                          | 3 – 1                                                                  | Georgia                                                                | Amichevole                                                             | -                                                                                           |                                                                        |
| 31-5-2006                                                              | Dornbirn                                                               | Paraguay                                                               | 1 – 0                                                                  | Georgia                                                                | Amichevole                                                             | -                                                                                           |                                                                        |
| 16-8-2006                                                              | Toftir                                                                 | Fær Øer                                                                | 0 – 6                                                                  | Georgia                                                                | Qual. Euro 2008                                                        | -                                                                                           |                                                                        |
| 2-9-2006                                                               | Tbilisi                                                                | Georgia                                                                | 0 – 3                                                                  | Francia                                                                | Qual. Euro 2008                                                        | -                                                                                           |                                                                        |
| 6-9-2006                                                               | Kiev                                                                   | Ucraina                                                                | 3 – 2                                                                  | Georgia                                                                | Qual. Euro 2008                                                        | -                                                                                           |                                                                        |
| 7-10-2006                                                              | Rostock                                                                | Germania                                                               | 2 – 0                                                                  | Georgia                                                                | Amichevole                                                             | -                                                                                           |                                                                        |
| 11-10-2006                                                             | Tbilisi                                                                | Georgia                                                                | 1 – 3                                                                  | Italia                                                                 | Qual. Euro 2008                                                        | -                                                                                           |                                                                        |
| 15-11-2006                                                             | Tbilisi                                                                | Georgia                                                                | 2 – 0                                                                  | Uruguay                                                                | Amichevole                                                             | -                                                                                           |                                                                        |
| 7-2-2007                                                               | Tbilisi                                                                | Georgia                                                                | 1 – 0                                                                  | Turchia                                                                | Amichevole                                                             | -                                                                                           |                                                                        |
| 24-3-2007                                                              | Glasgow                                                                | Scozia                                                                 | 2 – 1                                                                  | Georgia                                                                | Qual. Euro 2008                                                        | -                                                                                           |                                                                        |
| 28-3-2007                                                              | Tbilisi                                                                | Georgia                                                                | 3 – 1                                                                  | Fær Øer                                                                | Qual. Euro 2008                                                        | -                                                                                           |                                                                        |
| 2-6-2007                                                               | Kaunas                                                                 | Lituania                                                               | 1 – 0                                                                  | Georgia                                                                | Qual. Euro 2008                                                        | -                                                                                           |                                                                        |
| 6-6-2007                                                               | Auxerre                                                                | Francia                                                                | 1 – 0                                                                  | Georgia                                                                | Qual. Euro 2008                                                        | -                                                                                           |                                                                        |
| 22-8-2007                                                              | Lussemburgo                                                            | Lussemburgo                                                            | 0 – 0                                                                  | Georgia                                                                | Amichevole                                                             | -                                                                                           |                                                                        |
| 8-9-2007                                                               | Tbilisi                                                                | Georgia                                                                | 1 – 1                                                                  | Ucraina                                                                | Qual. Euro 2008                                                        | -                                                                                           |                                                                        |
| 12-9-2007                                                              | Baku                                                                   | Azerbaigian                                                            | 1 – 1                                                                  | Georgia                                                                | Amichevole                                                             | -                                                                                           |                                                                        |
| 13-10-2007                                                             | Genova                                                                 | Italia                                                                 | 2 – 0                                                                  | Georgia                                                                | Qual. Euro 2008                                                        | -                                                                                           |                                                                        |
| 17-10-2007                                                             | Tbilisi                                                                | Georgia                                                                | 2 – 0                                                                  | Scozia                                                                 | Qual. Euro 2008                                                        | -                                                                                           |                                                                        |
| 16-11-2007                                                             | Doha                                                                   | Qatar                                                                  | 1 – 2                                                                  | Georgia                                                                | Amichevole                                                             | -                                                                                           |                                                                        |
| 21-11-2007                                                             | Tbilisi                                                                | Georgia                                                                | 0 – 2                                                                  | Lituania                                                               | Qual. Euro 2008                                                        | -                                                                                           |                                                                        |
| 6-2-2008                                                               | Tbilisi                                                                | Georgia                                                                | 1 – 3                                                                  | Lettonia                                                               | Amichevole                                                             | -                                                                                           |                                                                        |
| 26-3-2008                                                              | Belfast                                                                | Irlanda del Nord                                                       | 4 – 1                                                                  | Georgia                                                                | Amichevole                                                             | -                                                                                           |                                                                        |
| 27-5-2008                                                              | Tallinn                                                                | Estonia                                                                | 1 – 1                                                                  | Georgia                                                                | Amichevole                                                             | -                                                                                           |                                                                        |
| 31-5-2008                                                              | Viseu                                                                  | Portogallo                                                             | 2 – 0                                                                  | Georgia                                                                | Amichevole                                                             | -                                                                                           |                                                                        |
| 20-8-2008                                                              | Swansea                                                                | Galles                                                                 | 1 – 2                                                                  | Georgia                                                                | Amichevole                                                             | -                                                                                           |                                                                        |
| 6-9-2008                                                               | Magonza                                                                | Georgia                                                                | 1 – 2                                                                  | Irlanda                                                                | Qual. Mondiali 2010                                                    | -                                                                                           |                                                                        |
| 10-9-2008                                                              | Udine                                                                  | Italia                                                                 | 2 – 0                                                                  | Georgia                                                                | Qual. Mondiali 2010                                                    | -                                                                                           |                                                                        |
| 11-10-2008                                                             | Tbilisi                                                                | Georgia                                                                | 1 – 1                                                                  | Cipro                                                                  | Qual. Mondiali 2010                                                    | -                                                                                           |                                                                        |
| 15-10-2008                                                             | Tbilisi                                                                | Georgia                                                                | 0 – 0                                                                  | Bulgaria                                                               | Qual. Mondiali 2010                                                    | -                                                                                           |                                                                        |
| 19-11-2008                                                             | Bucarest                                                               | Romania                                                                | 2 – 1                                                                  | Georgia                                                                | Amichevole                                                             | -                                                                                           |                                                                        |
| 11-2-2009                                                              | Dublino                                                                | Irlanda                                                                | 2 – 1                                                                  | Georgia                                                                | Qual. Mondiali 2010                                                    | -                                                                                           |                                                                        |
| 28-3-2009                                                              | Larnaca                                                                | Cipro                                                                  | 2 – 1                                                                  | Georgia                                                                | Qual. Mondiali 2010                                                    | -                                                                                           |                                                                        |
| 1-4-2009                                                               | Tbilisi                                                                | Georgia                                                                | 0 – 0                                                                  | Montenegro                                                             | Qual. Mondiali 2010                                                    | -                                                                                           |                                                                        |
| 6-6-2009                                                               | Tbilisi                                                                | Georgia                                                                | 1 – 2                                                                  | Moldavia                                                               | Amichevole                                                             | -                                                                                           |                                                                        |
| 10-6-2009                                                              | Tirana                                                                 | Albania                                                                | 1 – 1                                                                  | Georgia                                                                | Amichevole                                                             | -                                                                                           |                                                                        |
| 12-8-2009                                                              | Attard                                                                 | Malta                                                                  | 2 – 0                                                                  | Georgia                                                                | Amichevole                                                             | -                                                                                           |                                                                        |
| 5-9-2009                                                               | Tbilisi                                                                | Georgia                                                                | 0 – 2                                                                  | Italia                                                                 | Qual. Mondiali 2010                                                    | -                                                                                           |                                                                        |
| 9-9-2009                                                               | Reykjavík                                                              | Islanda                                                                | 3 – 1                                                                  | Georgia                                                                | Amichevole                                                             | -                                                                                           |                                                                        |
| 10-10-2009                                                             | Podgorica                                                              | Montenegro                                                             | 2 – 1                                                                  | Georgia                                                                | Qual. Mondiali 2010                                                    | -                                                                                           |                                                                        |
| 14-10-2009                                                             | Sofia                                                                  | Bulgaria                                                               | 6 – 2                                                                  | Georgia                                                                | Qual. Mondiali 2010                                                    | -                                                                                           |                                                                        |
| 3-3-2010                                                               | Tbilisi                                                                | Georgia                                                                | 2 – 1                                                                  | Estonia                                                                | Amichevole                                                             | -                                                                                           |                                                                        |
| 25-5-2010                                                              | Linz                                                                   | Camerun                                                                | 0 – 0                                                                  | Georgia                                                                | Amichevole                                                             | -                                                                                           |                                                                        |
| 11-8-2010                                                              | Chișinău                                                               | Moldavia                                                               | 0 – 0                                                                  | Georgia                                                                | Amichevole                                                             | -                                                                                           |                                                                        |
| 3-9-2010                                                               | Il Pireo                                                               | Grecia                                                                 | 1 – 1                                                                  | Georgia                                                                | Qual. Euro 2012                                                        | -                                                                                           |                                                                        |
| 7-9-2010                                                               | Tbilisi                                                                | Georgia                                                                | 0 – 0                                                                  | Israele                                                                | Qual. Euro 2012                                                        | -                                                                                           |                                                                        |
| 8-10-2010                                                              | Tbilisi                                                                | Georgia                                                                | 1 – 0                                                                  | Malta                                                                  | Qual. Euro 2012                                                        | -                                                                                           |                                                                        |
| 12-10-2010                                                             | Riga                                                                   | Lettonia                                                               | 1 – 1                                                                  | Georgia                                                                | Qual. Euro 2012                                                        | -                                                                                           |                                                                        |
| 17-11-2010                                                             | Capodistria                                                            | Slovenia                                                               | 1 – 2                                                                  | Georgia                                                                | Amichevole                                                             | -                                                                                           |                                                                        |
| 9-2-2011                                                               | Limassol                                                               | Armenia                                                                | 1 – 2                                                                  | Georgia                                                                | Amichevole                                                             | -                                                                                           |                                                                        |
| 26-3-2011                                                              | Tbilisi                                                                | Georgia                                                                | 1 – 0                                                                  | Croazia                                                                | Qual. Euro 2012                                                        | -                                                                                           |                                                                        |
| 29-3-2011                                                              | Tel Aviv                                                               | Israele                                                                | 1 – 0                                                                  | Georgia                                                                | Qual. Euro 2012                                                        | -                                                                                           |                                                                        |
| 3-6-2011                                                               | Spalato                                                                | Croazia                                                                | 2 – 1                                                                  | Georgia                                                                | Qual. Euro 2012                                                        | -                                                                                           |                                                                        |
| 10-8-2011                                                              | Lubin                                                                  | Polonia                                                                | 1 – 0                                                                  | Georgia                                                                | Amichevole                                                             | -                                                                                           |                                                                        |
| 2-9-2011                                                               | Tbilisi                                                                | Georgia                                                                | 0 – 1                                                                  | Lettonia                                                               | Qual. Euro 2012                                                        | -                                                                                           |                                                                        |
| 6-9-2011                                                               | Attard                                                                 | Malta                                                                  | 1 – 1                                                                  | Georgia                                                                | Qual. Euro 2012                                                        | -                                                                                           |                                                                        |
| 11-10-2011                                                             | Tbilisi                                                                | Georgia                                                                | 1 – 2                                                                  | Grecia                                                                 | Qual. Euro 2012                                                        | -                                                                                           |                                                                        |
| 11-11-2011                                                             | Tbilisi                                                                | Georgia                                                                | 2 – 0                                                                  | Moldavia                                                               | Amichevole                                                             | -                                                                                           |                                                                        |
| 29-2-2012                                                              | Tbilisi                                                                | Georgia                                                                | 2 – 1                                                                  | Albania                                                                | Amichevole                                                             | -                                                                                           |                                                                        |
| 24-5-2012                                                              | Wals-Siezenheim                                                        | Georgia                                                                | 1 – 3                                                                  | Turchia                                                                | Amichevole                                                             | -                                                                                           |                                                                        |
| 15-8-2012                                                              | Differdange                                                            | Lussemburgo                                                            | 1 – 2                                                                  | Georgia                                                                | Amichevole                                                             | -                                                                                           |                                                                        |
| 7-9-2012                                                               | Tbilisi                                                                | Georgia                                                                | 1 – 0                                                                  | Bielorussia                                                            | Qual. Mondiali 2014                                                    | -                                                                                           |                                                                        |
| 11-9-2012                                                              | Tbilisi                                                                | Georgia                                                                | 0 – 1                                                                  | Spagna                                                                 | Qual. Mondiali 2014                                                    | -                                                                                           |                                                                        |
| 12-10-2012                                                             | Helsinki                                                               | Finlandia                                                              | 1 – 1                                                                  | Georgia                                                                | Qual. Mondiali 2014                                                    | -                                                                                           |                                                                        |
| 16-10-2012                                                             | Minsk                                                                  | Bielorussia                                                            | 2 – 0                                                                  | Georgia                                                                | Qual. Mondiali 2014                                                    | -                                                                                           |                                                                        |
| 14-11-2012                                                             | Tbilisi                                                                | Georgia                                                                | 0 – 0                                                                  | Egitto                                                                 | Amichevole                                                             | -                                                                                           |                                                                        |
| 6-2-2013                                                               | Tirana                                                                 | Albania                                                                | 1 – 2                                                                  | Georgia                                                                | Amichevole                                                             | -                                                                                           |                                                                        |
| 22-3-2013                                                              | Saint-Denis                                                            | Francia                                                                | 3 – 1                                                                  | Georgia                                                                | Qual. Mondiali 2014                                                    | -                                                                                           |                                                                        |
| 2-6-2013                                                               | Dublino                                                                | Irlanda                                                                | 4 – 0                                                                  | Georgia                                                                | Amichevole                                                             | -                                                                                           |                                                                        |
| 5-6-2013                                                               | Aalborg                                                                | Danimarca                                                              | 2 – 1                                                                  | Georgia                                                                | Amichevole                                                             | -                                                                                           |                                                                        |
| 14-8-2013                                                              | Nur-Sultan                                                             | Kazakistan                                                             | 1 – 0                                                                  | Georgia                                                                | Amichevole                                                             | -                                                                                           |                                                                        |
| 6-9-2013                                                               | Tbilisi                                                                | Georgia                                                                | 0 – 0                                                                  | Francia                                                                | Qual. Mondiali 2014                                                    | -                                                                                           |                                                                        |
| 10-9-2013                                                              | Tbilisi                                                                | Georgia                                                                | 0 – 1                                                                  | Finlandia                                                              | Qual. Mondiali 2014                                                    | -                                                                                           |                                                                        |
| 15-10-2013                                                             | Albacete                                                               | Spagna                                                                 | 2 – 0                                                                  | Georgia                                                                | Qual. Mondiali 2014                                                    | -                                                                                           |                                                                        |
| 5-3-2014                                                               | Tbilisi                                                                | Georgia                                                                | 2 – 0                                                                  | Liechtenstein                                                          | Amichevole                                                             | -                                                                                           |                                                                        |
| 29-5-2014                                                              | Jerez de la Frontera                                                   | Arabia Saudita                                                         | 0 – 2                                                                  | Georgia                                                                | Amichevole                                                             | -                                                                                           |                                                                        |
| 3-6-2014                                                               | Meyrin                                                                 | Emirati Arabi Uniti                                                    | 1 – 0                                                                  | Georgia                                                                | Amichevole                                                             | -                                                                                           |                                                                        |
| 7-9-2014                                                               | Tbilisi                                                                | Georgia                                                                | 1 – 2                                                                  | Irlanda                                                                | Qual. Euro 2016                                                        | -                                                                                           |                                                                        |
| 11-10-2014                                                             | Glasgow                                                                | Scozia                                                                 | 1 – 0                                                                  | Georgia                                                                | Qual. Euro 2016                                                        | -                                                                                           |                                                                        |
| 14-10-2014                                                             | Loulé                                                                  | Gibilterra                                                             | 0 – 3                                                                  | Georgia                                                                | Qual. Euro 2016                                                        | -                                                                                           |                                                                        |
| 14-11-2014                                                             | Tbilisi                                                                | Georgia                                                                | 0 – 4                                                                  | Polonia                                                                | Qual. Euro 2016                                                        | -                                                                                           |                                                                        |
| 25-3-2015                                                              | Tbilisi                                                                | Georgia                                                                | 2 – 0                                                                  | Malta                                                                  | Amichevole                                                             | -                                                                                           |                                                                        |
| 29-3-2015                                                              | Tbilisi                                                                | Georgia                                                                | 0 – 2                                                                  | Germania                                                               | Qual. Euro 2016                                                        | -                                                                                           |                                                                        |
| 9-6-2015                                                               | Linz                                                                   | Georgia                                                                | 1 – 2                                                                  | Ucraina                                                                | Amichevole                                                             | -                                                                                           |                                                                        |
| 13-6-2015                                                              | Varsavia                                                               | Polonia                                                                | 4 – 0                                                                  | Georgia                                                                | Qual. Euro 2016                                                        | -                                                                                           |                                                                        |
| 4-9-2015                                                               | Tbilisi                                                                | Georgia                                                                | 1 – 0                                                                  | Scozia                                                                 | Qual. Euro 2016                                                        | -                                                                                           |                                                                        |
| 7-9-2015                                                               | Dublino                                                                | Irlanda                                                                | 1 – 0                                                                  | Georgia                                                                | Qual. Euro 2016                                                        | -                                                                                           |                                                                        |
| 8-10-2015                                                              | Tbilisi                                                                | Georgia                                                                | 4 – 0                                                                  | Gibilterra                                                             | Qual. Euro 2016                                                        | -                                                                                           |                                                                        |
| 11-10-2015                                                             | Lipsia                                                                 | Germania                                                               | 2 – 1                                                                  | Georgia                                                                | Qual. Euro 2016                                                        | -                                                                                           |                                                                        |
| 11-11-2015                                                             | Tallinn                                                                | Estonia                                                                | 3 – 0                                                                  | Georgia                                                                | Amichevole                                                             | -                                                                                           |                                                                        |
| 16-11-2015                                                             | Tirana                                                                 | Albania                                                                | 2 – 2                                                                  | Georgia                                                                | Amichevole                                                             | -                                                                                           |                                                                        |
| 29-3-2016                                                              | Tbilisi                                                                | Georgia                                                                | 1 – 1                                                                  | Kazakistan                                                             | Amichevole                                                             | -                                                                                           |                                                                        |
| 27-5-2016                                                              | Wels                                                                   | Slovacchia                                                             | 3 – 1                                                                  | Georgia                                                                | Amichevole                                                             | -                                                                                           |                                                                        |
| 3-6-2016                                                               | Bucarest                                                               | Romania                                                                | 5 – 1                                                                  | Georgia                                                                | Amichevole                                                             | -                                                                                           |                                                                        |
| 7-6-2016                                                               | Getafe                                                                 | Spagna                                                                 | 0 – 1                                                                  | Georgia                                                                | Amichevole                                                             | -                                                                                           |                                                                        |
| 5-9-2016                                                               | Tbilisi                                                                | Georgia                                                                | 1 – 2                                                                  | Austria                                                                | Qual. Mondiali 2018                                                    | -                                                                                           |                                                                        |
| 6-10-2016                                                              | Dublino                                                                | Irlanda                                                                | 1 – 0                                                                  | Georgia                                                                | Qual. Mondiali 2018                                                    | -                                                                                           |                                                                        |
| 9-10-2016                                                              | Cardiff                                                                | Galles                                                                 | 1 – 1                                                                  | Georgia                                                                | Qual. Mondiali 2018                                                    | -                                                                                           |                                                                        |
| 12-11-2016                                                             | Tbilisi                                                                | Georgia                                                                | 1 – 1                                                                  | Moldavia                                                               | Qual. Mondiali 2018                                                    | -                                                                                           |                                                                        |
| 23-1-2017                                                              | Dubai                                                                  | Uzbekistan                                                             | 2 – 2                                                                  | Georgia                                                                | Amichevole                                                             | -                                                                                           |                                                                        |
| 25-1-2017                                                              | Dubai                                                                  | Giordania                                                              | 1 – 0                                                                  | Georgia                                                                | Amichevole                                                             | -                                                                                           |                                                                        |
| 24-3-2017                                                              | Tbilisi                                                                | Georgia                                                                | 1 – 3                                                                  | Serbia                                                                 | Qual. Mondiali 2018                                                    | -                                                                                           |                                                                        |
| 28-3-2017                                                              | Tbilisi                                                                | Georgia                                                                | 5 – 0                                                                  | Lettonia                                                               | Amichevole                                                             | -                                                                                           |                                                                        |
| 7-6-2017                                                               | Tbilisi                                                                | Georgia                                                                | 3 – 0                                                                  | Saint Kitts e Nevis                                                    | Amichevole                                                             | -                                                                                           |                                                                        |
| 11-6-2017                                                              | Chișinău                                                               | Moldavia                                                               | 2 – 2                                                                  | Georgia                                                                | Qual. Mondiali 2018                                                    | -                                                                                           |                                                                        |
| 2-9-2017                                                               | Tbilisi                                                                | Georgia                                                                | 1 – 1                                                                  | Irlanda                                                                | Qual. Mondiali 2018                                                    | -                                                                                           |                                                                        |
| 5-9-2017                                                               | Vienna                                                                 | Austria                                                                | 1 – 1                                                                  | Georgia                                                                | Qual. Mondiali 2018                                                    | -                                                                                           |                                                                        |
| 6-10-2017                                                              | Tbilisi                                                                | Georgia                                                                | 0 – 1                                                                  | Galles                                                                 | Qual. Mondiali 2018                                                    | -                                                                                           |                                                                        |
| 9-10-2017                                                              | Belgrado                                                               | Serbia                                                                 | 1 – 0                                                                  | Georgia                                                                | Qual. Mondiali 2018                                                    | -                                                                                           |                                                                        |
| 10-11-2017                                                             | Gori                                                                   | Georgia                                                                | 1 – 0                                                                  | Cipro                                                                  | Amichevole                                                             | -                                                                                           |                                                                        |
| 13-11-2017                                                             | Kutaisi                                                                | Georgia                                                                | 2 – 2                                                                  | Bielorussia                                                            | Amichevole                                                             | -                                                                                           |                                                                        |
| 24-3-2018                                                              | Tbilisi                                                                | Georgia                                                                | 4 – 0                                                                  | Lituania                                                               | Amichevole                                                             | -                                                                                           |                                                                        |
| 27-3-2018                                                              | Tbilisi                                                                | Georgia                                                                | 2 – 0                                                                  | Estonia                                                                | Amichevole                                                             | -                                                                                           |                                                                        |
| 1-6-2018                                                               | Schwaz                                                                 | Georgia                                                                | 1 – 0                                                                  | Malta                                                                  | Amichevole                                                             | -                                                                                           |                                                                        |
| 5-6-2018                                                               | Lussemburgo                                                            | Lussemburgo                                                            | 1 – 0                                                                  | Georgia                                                                | Amichevole                                                             | -                                                                                           |                                                                        |
| 6-9-2018                                                               | Nur-Sultan                                                             | Kazakistan                                                             | 0 – 2                                                                  | Georgia                                                                | UEFA Nations League 2018-2019                                          | -                                                                                           |                                                                        |
| 9-9-2018                                                               | Tbilisi                                                                | Georgia                                                                | 1 – 0                                                                  | Lettonia                                                               | UEFA Nations League 2018-2019                                          | -                                                                                           |                                                                        |
| 13-10-2018                                                             | Tbilisi                                                                | Georgia                                                                | 3 – 0                                                                  | Andorra                                                                | UEFA Nations League 2018-2019                                          | -                                                                                           |                                                                        |
| 16-10-2018                                                             | Riga                                                                   | Lettonia                                                               | 0 – 3                                                                  | Georgia                                                                | UEFA Nations League 2018-2019                                          | -                                                                                           |                                                                        |
| 15-11-2018                                                             | Andorra la Vella                                                       | Andorra                                                                | 1 – 1                                                                  | Georgia                                                                | UEFA Nations League 2018-2019                                          | -                                                                                           |                                                                        |
| 19-11-2018                                                             | Tbilisi                                                                | Georgia                                                                | 2 – 1                                                                  | Kazakistan                                                             | UEFA Nations League 2018-2019                                          | -                                                                                           |                                                                        |
| 23-3-2019                                                              | Tbilisi                                                                | Georgia                                                                | 0 – 2                                                                  | Svizzera                                                               | Qual. Euro 2020                                                        | -                                                                                           |                                                                        |
| 26-3-2019                                                              | Dublino                                                                | Irlanda                                                                | 1 – 0                                                                  | Georgia                                                                | Qual. Euro 2020                                                        | -                                                                                           |                                                                        |
| 7-6-2019                                                               | Tbilisi                                                                | Georgia                                                                | 3 – 0                                                                  | Gibilterra                                                             | Qual. Euro 2020                                                        | -                                                                                           |                                                                        |
| 10-6-2019                                                              | Copenaghen                                                             | Danimarca                                                              | 5 – 1                                                                  | Georgia                                                                | Qual. Euro 2020                                                        | -                                                                                           |                                                                        |
| 5-9-2019                                                               | Istanbul                                                               | Corea del Sud                                                          | 2 – 2                                                                  | Georgia                                                                | Amichevole                                                             | -                                                                                           |                                                                        |
| 8-9-2019                                                               | Tbilisi                                                                | Georgia                                                                | 0 – 0                                                                  | Danimarca                                                              | Qual. Euro 2020                                                        | -                                                                                           |                                                                        |
| 12-10-2019                                                             | Tbilisi                                                                | Georgia                                                                | 0 – 0                                                                  | Irlanda                                                                | Qual. Euro 2020                                                        | -                                                                                           |                                                                        |
| 15-10-2019                                                             | Gibilterra                                                             | Gibilterra                                                             | 2 – 3                                                                  | Georgia                                                                | Qual. Euro 2020                                                        | -                                                                                           |                                                                        |
| 15-11-2019                                                             | San Gallo                                                              | Svizzera                                                               | 1 – 0                                                                  | Georgia                                                                | Qual. Euro 2020                                                        | -                                                                                           |                                                                        |
| 19-11-2019                                                             | Pola                                                                   | Croazia                                                                | 2 – 1                                                                  | Georgia                                                                | Amichevole                                                             | -                                                                                           |                                                                        |
| 5-9-2020                                                               | Tallinn                                                                | Estonia                                                                | 0 – 1                                                                  | Georgia                                                                | UEFA Nations League 2020-2021                                          | -                                                                                           |                                                                        |
| 8-9-2020                                                               | Tbilisi                                                                | Georgia                                                                | 1 – 1                                                                  | Macedonia del Nord                                                     | UEFA Nations League 2020-2021                                          | -                                                                                           |                                                                        |
| 8-10-2020                                                              | Tbilisi                                                                | Georgia                                                                | 1 – 0                                                                  | Bielorussia                                                            | Qual. Euro 2020                                                        | -                                                                                           |                                                                        |
| 11-10-2020                                                             | Tychy                                                                  | Armenia                                                                | 2 – 2                                                                  | Georgia                                                                | UEFA Nations League 2020-2021                                          | -                                                                                           |                                                                        |
| 14-10-2020                                                             | Skopje                                                                 | Macedonia del Nord                                                     | 1 – 1                                                                  | Georgia                                                                | UEFA Nations League 2020-2021                                          | -                                                                                           |                                                                        |
| 12-11-2020                                                             | Tbilisi                                                                | Georgia                                                                | 0 – 1                                                                  | Macedonia del Nord                                                     | Qual. Euro 2020                                                        | -                                                                                           |                                                                        |
| 15-11-2020                                                             | Tbilisi                                                                | Georgia                                                                | 1 – 2                                                                  | Armenia                                                                | UEFA Nations League 2020-2021                                          | -                                                                                           |                                                                        |
| 18-11-2020                                                             | Tbilisi                                                                | Georgia                                                                | 0 – 0                                                                  | Estonia                                                                | UEFA Nations League 2020-2021                                          | -                                                                                           |                                                                        |
| 25-3-2021                                                              | Solna                                                                  | Svezia                                                                 | 1 – 0                                                                  | Georgia                                                                | Qual. Mondiali 2022                                                    | -                                                                                           |                                                                        |
| 28-3-2021                                                              | Tbilisi                                                                | Georgia                                                                | 1 – 2                                                                  | Spagna                                                                 | Qual. Mondiali 2022                                                    | -                                                                                           |                                                                        |
| 31-3-2021                                                              | Tessalonica                                                            | Grecia                                                                 | 1 – 1                                                                  | Georgia                                                                | Qual. Mondiali 2022                                                    | -                                                                                           |                                                                        |
| 2-6-2021                                                               | Ploiești                                                               | Romania                                                                | 1 – 2                                                                  | Georgia                                                                | Amichevole                                                             | -                                                                                           |                                                                        |
| 6-6-2021                                                               | Enschede                                                               | Paesi Bassi                                                            | 3 – 0                                                                  | Georgia                                                                | Amichevole                                                             | -                                                                                           |                                                                        |
| 2-9-2021                                                               | Batumi                                                                 | Georgia                                                                | 0 – 1                                                                  | Kosovo                                                                 | Qual. Mondiali 2022                                                    | -                                                                                           |                                                                        |
| 5-9-2021                                                               | Badajoz                                                                | Spagna                                                                 | 4 – 0                                                                  | Georgia                                                                | Qual. Mondiali 2022                                                    | -                                                                                           |                                                                        |
| 8-9-2021                                                               | Sofia                                                                  | Bulgaria                                                               | 4 – 1                                                                  | Georgia                                                                | Amichevole                                                             | -                                                                                           |                                                                        |
| 9-10-2021                                                              | Batumi                                                                 | Georgia                                                                | 0 – 2                                                                  | Grecia                                                                 | Qual. Mondiali 2022                                                    | -                                                                                           |                                                                        |
| 12-10-2021                                                             | Pristina                                                               | Kosovo                                                                 | 1 – 2                                                                  | Georgia                                                                | Qual. Mondiali 2022                                                    | -                                                                                           |                                                                        |
| 11-11-2021                                                             | Batumi                                                                 | Georgia                                                                | 2 – 0                                                                  | Svezia                                                                 | Qual. Mondiali 2022                                                    | -                                                                                           |                                                                        |
| 15-11-2021                                                             | Gori                                                                   | Georgia                                                                | 1 – 0                                                                  | Uzbekistan                                                             | Amichevole                                                             | -                                                                                           |                                                                        |
| 25-3-2022                                                              | Zenica                                                                 | Bosnia ed Erzegovina                                                   | 0 – 1                                                                  | Georgia                                                                | Amichevole                                                             | -                                                                                           |                                                                        |
| 29-3-2022                                                              | Tirana                                                                 | Albania                                                                | 0 – 0                                                                  | Georgia                                                                | Amichevole                                                             | -                                                                                           |                                                                        |
| 2-6-2022                                                               | Tbilisi                                                                | Georgia                                                                | 4 – 0                                                                  | Gibilterra                                                             | UEFA Nations League 2022-2023                                          | -                                                                                           |                                                                        |
| 5-6-2022                                                               | Razgrad                                                                | Bulgaria                                                               | 2 – 5                                                                  | Georgia                                                                | UEFA Nations League 2022-2023                                          | -                                                                                           |                                                                        |
| 9-6-2022                                                               | Skopje                                                                 | Macedonia del Nord                                                     | 0 – 3                                                                  | Georgia                                                                | UEFA Nations League 2022-2023                                          | -                                                                                           |                                                                        |
| 12-6-2022                                                              | Tbilisi                                                                | Georgia                                                                | 0 – 0                                                                  | Bulgaria                                                               | UEFA Nations League 2022-2023                                          | -                                                                                           |                                                                        |
| 23-9-2022                                                              | Tbilisi                                                                | Georgia                                                                | 2 – 0                                                                  | Macedonia del Nord                                                     | UEFA Nations League 2022-2023                                          | -                                                                                           |                                                                        |
| 26-9-2022                                                              | Gibraltar                                                              | Gibilterra                                                             | 1 – 2                                                                  | Georgia                                                                | UEFA Nations League 2022-2023                                          | -                                                                                           |                                                                        |
| 17-11-2022                                                             | Sharjah                                                                | Marocco                                                                | 3 – 0                                                                  | Georgia                                                                | Amichevole                                                             | -                                                                                           |                                                                        |
| 25-3-2023                                                              | Batumi                                                                 | Georgia                                                                | 6 – 1                                                                  | Mongolia                                                               | Amichevole                                                             | -                                                                                           |                                                                        |
| 28-3-2023                                                              | Batumi                                                                 | Georgia                                                                | 1 – 1                                                                  | Norvegia                                                               | Qual. Euro 2024                                                        | -                                                                                           |                                                                        |
| 17-6-2023                                                              | Larnaca                                                                | Cipro                                                                  | 1 – 2                                                                  | Georgia                                                                | Qual. Euro 2024                                                        | -                                                                                           |                                                                        |
| 20-6-2023                                                              | Glasgow                                                                | Scozia                                                                 | 2 – 0                                                                  | Georgia                                                                | Qual. Euro 2024                                                        | -                                                                                           |                                                                        |
| 8-9-2023                                                               | Tbilisi                                                                | Georgia                                                                | 1 – 7                                                                  | Spagna                                                                 | Qual. Euro 2024                                                        | -                                                                                           |                                                                        |
| 12-9-2023                                                              | Oslo                                                                   | Norvegia                                                               | 2 – 1                                                                  | Georgia                                                                | Qual. Euro 2024                                                        | -                                                                                           |                                                                        |
| 12-10-2023                                                             | Tbilisi                                                                | Georgia                                                                | 8 – 0                                                                  | Thailandia                                                             | Amichevole                                                             | -                                                                                           |                                                                        |
| 15-10-2023                                                             | Tbilisi                                                                | Georgia                                                                | 4 – 0                                                                  | Cipro                                                                  | Qual. Euro 2024                                                        | -                                                                                           |                                                                        |
| 16-11-2023                                                             | Tbilisi                                                                | Georgia                                                                | 2 – 2                                                                  | Scozia                                                                 | Qual. Euro 2024                                                        | -                                                                                           |                                                                        |
| 19-11-2023                                                             | Valladolid                                                             | Spagna                                                                 | 3 – 1                                                                  | Georgia                                                                | Qual. Euro 2024                                                        | -                                                                                           |                                                                        |
| 21-3-2024                                                              | Tbilisi                                                                | Georgia                                                                | 2 – 0                                                                  | Lussemburgo                                                            | Qual. Euro 2024 (Spareggi)                                             | Budu Zivzivadze (2)                                                                         |                                                                        |
| 26-3-2024                                                              | Tbilisi                                                                | Georgia                                                                | 0 – 0 dts (4 – 2 dtr)                                                  | Grecia                                                                 | Qual. Euro 2024 (Spareggi)                                             | -                                                                                           |                                                                        |
| 9-6-2024                                                               | Podgorica                                                              | Montenegro                                                             | 1 – 3                                                                  | Georgia                                                                | Amichevole                                                             | Otar Kiteishvili Georges Mikautadze Budu Zivzivadze                                         |                                                                        |
| 18-6-2024                                                              | Dortmund                                                               | Turchia                                                                | 3 – 1                                                                  | Georgia                                                                | Euro 2024                                                              | Georges Mikautadze                                                                          |                                                                        |
| 22-6-2024                                                              | Amburgo                                                                | Georgia                                                                | 1 – 1                                                                  | Rep. Ceca                                                              | Euro 2024                                                              | Georges Mikautadze                                                                          |                                                                        |
| Totale                                                                 |                                                                        | Presenze                                                               | 286                                                                    |                                                                        | Reti                                                                   |                                                                                             |                                                                        |